# Tijs-Wert
Der Tijs-Wert (auch {\displaystyle \tau }-Wert genannt) ist ein Lösungskonzept der kooperativen Spieltheorie. Das Prinzip dieses Konzeptes ist eine Verhandlungssituation, bei der zunächst eine Obergrenze (Obervektor) sowie eine Untergrenze (Untervektor) bestimmt werden.

## Obervektor
Der Vektor der Grenzbeiträge jedes Spielers zur großen Koalition bildet den Obervektor. Unter der großen Koalition versteht man dabei die aus allen Spielern bestehende Koalition. Für jeden Spieler {\displaystyle i\in N}, diese seien nummeriert von {\displaystyle {1}} bis {\displaystyle n}, wird die Differenz zwischen dem Wert der großen Koalition {\displaystyle v(N)} und dem Wert der großen Koalition abzüglich des Spielers {\displaystyle v(N\setminus \{i\})} berechnet. Dieser sogenannte Grenzbeitrag des Spielers {\displaystyle i} beschreibt die obere Grenze für die Auszahlung an eben jenen Spieler. Somit wird dem Spieler keine höhere Auszahlung gewährt, als sein Wertbeitrag zur großen Koalition.
In einem Spiel {\displaystyle \Gamma ({N},v)} ist der Obervektor (auch Utopia-Vektor genannt) {\displaystyle b=(b_{1},b_{2},...,b_{n})^{\mathrm {T} }} beschrieben durch:
{\displaystyle \forall \ \ i\in N:b_{i}=v(N)-v(N\setminus \{i\}).}
Die Koordinate {\displaystyle b_{i}} beschreibt hierbei den marginalen Beitrag des Spielers {\displaystyle i} bzgl. der großen Koalition {\displaystyle N}.

## Untervektor
Sollte sich ein Spieler {\displaystyle i\in N} nicht an der großen Koalition {\displaystyle N} beteiligen wollen, so kann er Teil einer sogenannten Außenseiterkoalition {\displaystyle S}  werden. Dann steht ihm der Wert der Außenseiterkoalition {\displaystyle v(S)} zu. Allerdings muss Spieler {\displaystyle i} den anderen Spielern einen Anreiz bieten, um ebenfalls an der Außenseiterkoalition {\displaystyle S}  teilzunehmen. Dazu wird jedem anderen Spieler {\displaystyle \displaystyle {j\in S\setminus \left\lbrace i\right\rbrace }}, der Wert geboten, den sie als Teil der großen Koalition {\displaystyle b_{j}} realisieren könnten. Die so berechnete Differenz bildet die Untergrenze (auch Drohpunkt oder Konzessionsgrenze genannt) des Spielers {\displaystyle i}. Rein rational wird jene Koalition angestrebt, in der diese Differenz am größten ist.
In einem Spiel {\displaystyle \Gamma ({N},v)} ist der Untervektor {\displaystyle a=(a_{1},a_{2},...,a_{n})^{\mathrm {T} }} gegeben mit:
{\displaystyle \forall \ \ i\in N:\ a_{i}=\displaystyle {\max \limits _{S\subseteq N:i\in S}~\left\lbrace v(S)-\sum _{j\in S\setminus \left\lbrace i\right\rbrace }b_{j}\right\rbrace }.}

## Quasi-Balanciertheit
An eine solche Zuteilung werden zwei Forderungen gestellt. Zum einen müssen die Koordinaten {\displaystyle b_{i}} mindestens so groß sein wie {\displaystyle a_{i}} (für alle Spieler). Zum anderen soll der Wert der großen Koalition nicht-kleiner bzw. nicht-größer als die Summe aller {\displaystyle a_{i}} bzw. {\displaystyle b_{i}} sein. Dies beschreibt die Quasi-Balanciertheit eines Spieles.
Ein Spiel {\displaystyle \Gamma ({N},v)} ist quasi-balanciert, sofern für alle {\displaystyle i\in N}:
{\displaystyle a_{i}\leq b_{i}} sowie {\displaystyle \displaystyle {\sum _{i\in N}a_{i}\leq v(N)\leq \sum _{i\in N}b_{i}}} erfüllt ist.

## Definition Tijs-Wert
Für quasi-balancierte Spiele ist die Existenz und Eindeutigkeit einer Imputation gesichert, welche zwischen dem Obervektor {\displaystyle b} und Untervektor {\displaystyle a} liegt. Diese Imputation wird Tijs-Wert genannt.
Der {\displaystyle \tau }-Wert eines quasi-balancierten Spieles ist definiert durch:
{\displaystyle \tau ~(v)=a+\lambda (b-a)}, wobei:
{\displaystyle \lambda =0}, wenn {\displaystyle a=b}, ansonsten:
{\displaystyle \lambda ={\frac {v(N)-\displaystyle {\sum _{i\in N}a_{i}}}{\displaystyle {\sum _{i\in N}b_{i}}-\sum _{i\in N}a_{i}}}.}
Insgesamt erhält Spieler {\displaystyle i} die {\displaystyle i}-Koordinate des {\displaystyle \tau }-Wert als Lösung zugeteilt.

## Beispiel
| {\displaystyle {\displaystyle S}}    | {\displaystyle {\displaystyle \emptyset }} | {\displaystyle {\displaystyle \{A\}}} | {\displaystyle {\displaystyle \{B\}}} | {\displaystyle {\displaystyle \{C\}}} | {\displaystyle {\displaystyle \{A,B\}}} | {\displaystyle {\displaystyle \{A,C\}}} | {\displaystyle {\displaystyle \{B,C\}}} | {\displaystyle {\displaystyle \{A,B,C\}}} |
| {\displaystyle {\displaystyle v(S)}} | {\displaystyle {\displaystyle 0}}          | {\displaystyle {\displaystyle 200}}   | {\displaystyle {\displaystyle 200}}   | {\displaystyle {\displaystyle 200}}   | {\displaystyle {\displaystyle 700}}     | {\displaystyle {\displaystyle 500}}     | {\displaystyle {\displaystyle 500}}     | {\displaystyle {\displaystyle 1200}}      |

Der Obervektor {\displaystyle b} ist bestimmt mit:
{\displaystyle b~={\begin{pmatrix}b_{\scriptscriptstyle A}\\b_{\scriptscriptstyle B}\\b_{\scriptscriptstyle C}\end{pmatrix}}={\begin{pmatrix}v~(\lbrace A,B,C\rbrace )-v~(\lbrace B,C\rbrace )\\v~(\lbrace A,B,C\rbrace )-v~(\lbrace A,C\rbrace )\\v~(\lbrace A,B,C\rbrace )-v~(\lbrace A,B\rbrace )\end{pmatrix}}={\begin{pmatrix}1200-500\\1200-500\\1200-700\end{pmatrix}}={\begin{pmatrix}700\\700\\500\end{pmatrix}}}.

Der Untervektor {\displaystyle a} ist berechnet mit:
{\displaystyle a={\begin{pmatrix}a_{A}\\a_{B}\\a_{C}\end{pmatrix}}={\begin{pmatrix}{\operatorname {max} }(v(\lbrace A\rbrace );~v(\lbrace A,B\rbrace )-b_{\scriptscriptstyle B};~v(\lbrace A,C\rbrace )-b_{\scriptscriptstyle C};~v(\lbrace A,B,C\rbrace )-(b_{\scriptscriptstyle B}+b_{\scriptscriptstyle C}))\\{\operatorname {max} }(v(\lbrace B\rbrace );~v(\lbrace A,B\rbrace )-b_{\scriptscriptstyle A};~v(\lbrace B,C\rbrace )-b_{\scriptscriptstyle C};~v(\lbrace A,B,C\rbrace )-(b_{\scriptscriptstyle A}+b_{\scriptscriptstyle C}))\\{\operatorname {max} }(v(\lbrace C\rbrace );~v(\lbrace A,C\rbrace )-b_{\scriptscriptstyle A};~v(\lbrace B,C\rbrace )-b_{\scriptscriptstyle B};~v(\lbrace A,B,C\rbrace )-(b_{\scriptscriptstyle A}+b_{\scriptscriptstyle B}))\end{pmatrix}}}
{\displaystyle a={\begin{pmatrix}{\operatorname {max} }(200;~700-700;~500-500;~1200-(700+500))\\{\operatorname {max} }(200;~700-700;~500-500;~1200-(700+500))\\{\operatorname {max} }(200;~500-700;~500-700;~1200-(700+700))\end{pmatrix}}}
{\displaystyle a={\begin{pmatrix}&{\operatorname {max} }&(&200&;~&0&;~&0&;~&0&&)\\&{\operatorname {max} }&(&200&;~&0&;~&0&;~&0&&)\\&{\operatorname {max} }&(&200&;~&-200&;~&-200&;~&-200&&)\end{pmatrix}}={\begin{pmatrix}200\\200\\200\end{pmatrix}}}

Weiter ist der Faktor {\displaystyle \lambda } zu berechnen mit:
{\displaystyle \lambda ={\frac {v(N)-\displaystyle {\sum _{i\in N}a_{i}}}{\displaystyle {\sum _{i\in N}b_{i}}-\sum _{i\in N}a_{i}}}={\dfrac {1.200-600}{1.900-600}}={\dfrac {6}{13}}}.

Insgesamt folgt daher:
{\displaystyle \tau ~=a+\lambda (b-a)={\begin{pmatrix}200\\200\\200\end{pmatrix}}+{\dfrac {6}{13}}{\begin{pmatrix}500\\500\\300\end{pmatrix}}={\begin{pmatrix}{\dfrac {5600}{13}}\\{\dfrac {5600}{13}}\\{\dfrac {4400}{13}}\end{pmatrix}}}.